# Dipartimento di Albardón
Albardón è un dipartimento argentino, situato nella parte centrale della provincia di San Juan, con capoluogo General San Martín.
Esso confina a nord con il dipartimento di Jáchal, a est con quello di Angaco, a sud con il dipartimento di Chimbas e ad ovest con quello di Ullum.
Secondo il censimento del 2001, su un territorio di 945 km², la popolazione ammontava a 20.413 abitanti.
Dal punto di vista amministrativo, il dipartimento consta di un unico municipio, che copre tutto il territorio dipartimentale, suddiviso in diverse localidades:
- Campo Afuera
- El Rincón
- General San Martín, sede municipale
- La Cañada
- Villa Ampacama